# Edmund Jankowski (sportowiec)
Edmund Bernard Jankowski (ur. 28 sierpnia 1903 we Wrockach, zm. 1 listopada 1939 w Fordonie) – polski wioślarz, medalista olimpijski.

## Młodość i służba wojskowa
Urodził się 28 sierpnia 1903 we Wrockach w powiecie brodnickim. Był synem Józefa i Marty z Krzyżańskich. Szkołę powszechną ukończył w Toruniu, a średnią techniczną w Bydgoszczy. Po zakończeniu edukacji pracował w urzędzie pocztowym jako sekretarz techniczny, a następnie kierownik działu. W latach 1930–1932 pracował jako inżynier w biurze technicznym  Polskich Zakładów Siemens w Grudziądzu i Bydgoszczy, następnie do września 1939 pełnił funkcję dyrektora Bydgoskich Zakładów Rowerowych. W latach 1924–1925 odbywał służbę wojskową ukończył półroczny kurs w Szkole Podchorążych Rezerwy Wojsk Łączności w Zegrzu. W 1931 został podporucznikiem rezerwy a w 1936 porucznikiem.

### Kariera sportowa
Był zawodnikiem Bydgoskiego Towarzystwa Wioślarskiego. Podczas olimpiady w Amsterdamie 1928 zdobył brązowy medal w czwórce ze sternikiem (wraz z Franciszkiem Bronikowskiem, Leonem Birkholzem, Bernardem Ormanowskim i sternikiem Bolesławem Drewkiem).
Wywalczył także brązowy medal na Mistrzostwach Europy w Bydgoszczy w 1929 w czwórce bez sternika (z Bronikowskim, Birkholzem i Jerzym Braunem). Był dwukrotnym mistrzem Polski w czwórce bez sternika (w 1927 i 1929) oraz trzykrotnym wicemistrzem: w 1926 w ósemce oraz w 1928 w czwórce ze sternikiem i ósemce. W 1929 zakończył karierę.

### Po zakończeniu kariery
W latach 1932–1939 był dyrektorem fabryki rowerów Romet w Bydgoszczy. Jako porucznik rezerwy wziął udział w kampanii wrześniowej, walczył w bitwie nad Bzurą. Podczas próby przedostania się do Warszawy został zatrzymany i wzięty do niewoli niemieckiej. Po zwolnieniu powrócił do Bydgoszczy. Był poszukiwany przez gestapo. W przededniu wyjazdu do Poznania został aresztowany przez Gestapo za działalność w Polskim Związku Zachodnim.  1 listopada 1939 został rozstrzelany w Dolinie Śmierci k. Fordonu. Po wojnie został ekshumowany i pochowany na Cmentarzu Bohaterów Bydgoszczy.